# Hồi giáo Chăm Islam

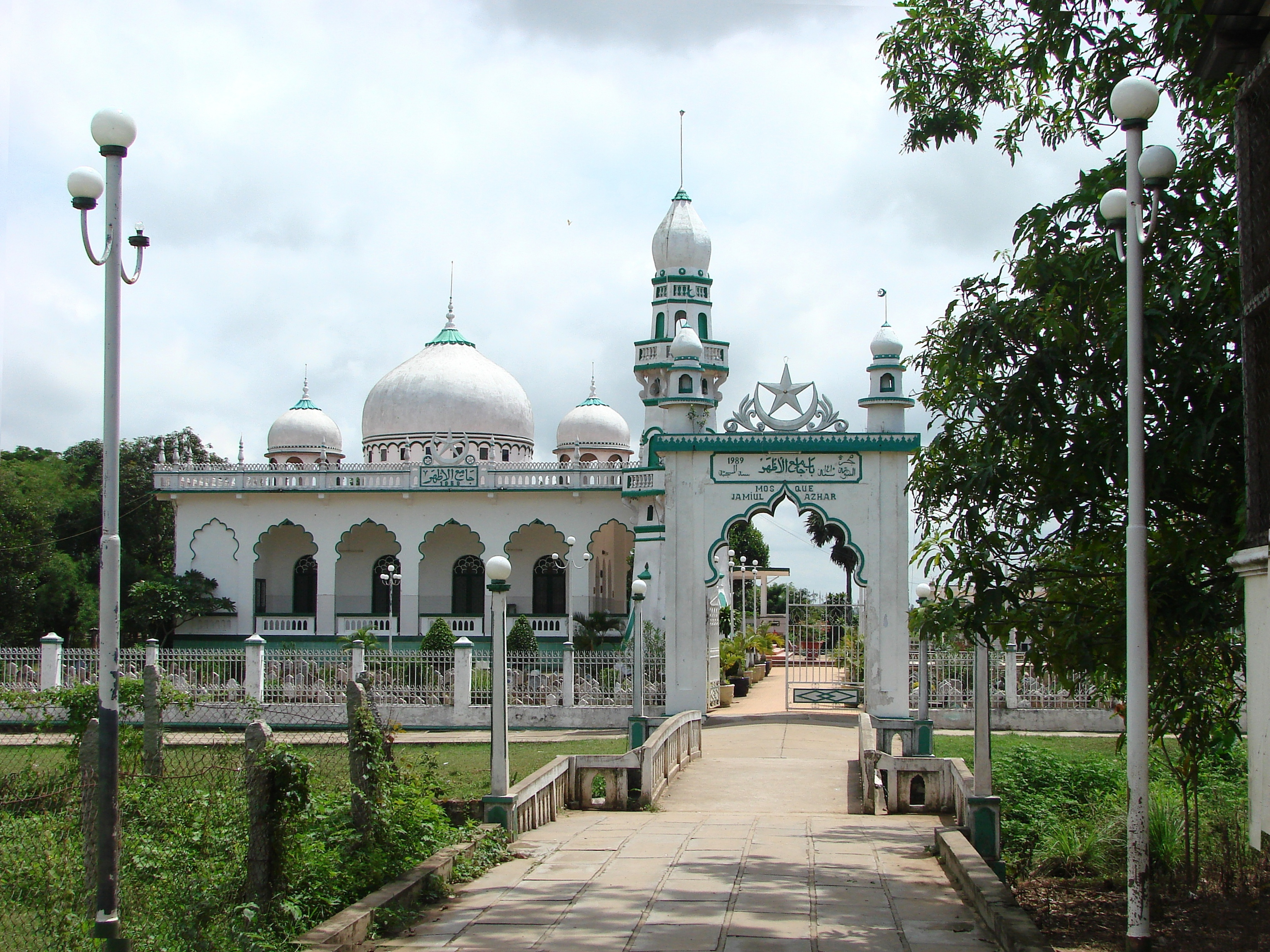
Masjid Jamiul Azhar thuộc ấp Châu Giang, xã Châu Phong, thị xã Tân Châu, tỉnh An Giang.

Hồi giáo Chăm Islam là một tôn giáo của người Chăm ở vùng Thành phố Hồ Chí Minh, Đồng Nai, Tây Ninh, An Giang. Những người Chăm theo đạo Islam ở Việt Nam đa số thuộc dòng Sunni. Tín đồ đạo Islam luôn giữ gìn nghiêm ngặt những quy định về giáo lý, giáo luật của Hồi giáo.

## Lịch sử
Các cuộc tấn công của người Việt từ thế kỷ 11 đến thế kỷ 17 đã dấn tới một số lượng lớn người Chăm ở Chiêm Thành di cư từng đợt sang sinh sống tại Campuchia.
Khi người Chăm từ Chiêm Thành sang Chân Lạp tị nạn, đa số đã chuyển sang đạo Hồi (do sự tiếp xúc với các cư dân Mã Lai đi ngược sông Mekong đến Chân Lạp buôn bán). Họ đã sống cộng cư cùng người Mã Lai Hồi giáo tại Chân Lạp (gọi là Java, Jawa, Chvea, Chà-và...).
Hồi giáo tại Chân Lạp do đó có sự liên hệ nhiều tới thế giới Hồi giáo bên ngoài (Thái Lan, Quần đảo Mã Lai,...) nên một số nhóm gần như theo đúng hệ phái Hồi giáo ở Malaysia. Tuy nhiên vẫn có một số nhóm người Chăm giữ lại đạo Hồi từ lúc mới sang, giống với Hồi giáo Chăm Bani ở miền Trung Việt Nam. Tại Chân Lạp, nảy sinh sự phân biệt giữa hai nhóm Chăm Hồi giáo truyền thống và cách tân theo Mã Lai. Nhóm Mã Lai chủ yếu do người Chvea chi phối và gọi nhóm Chăm truyền thống là Chăm Jahed (Chăm cũ, Chăm xấu).
Vào giữa thế kỷ 19, với sự thống trị của người Pháp ở Đông Dương, nhiều tín đồ đạo Hồi người Chăm đã di cư ngược từ Campuchia vào vùng Đồng bằng sông Cửu Long, phát triển cộng đồng Hồi giáo ở Việt Nam.
Khi người Chăm (và người Chvea) từ Chân Lạp về Tây Ninh và An Giang định cư, họ mang theo Hồi giáo có sẵn từ Chân Lạp về. Sau đó trong chính cộng đồng này lại phát sinh thêm sự phân hóa giữa nhóm Kaum Tua (người cũ, muốn giữ Hồi giáo đã có sẵn từ lúc ở Chân Lạp về Việt Nam) và nhóm Kaum Muda (người mới, là người đi du học ở Malaysia hoặc Ả rập xê út về) và muốn cải cách Hồi giáo cho giống với Malaysia theo hệ phái Shafi'i (شافعي, Shāfiʿī, hoặc Salafiyah) vào thập niên 60 của thế kỉ 20 và cho đến hiện nay.
Những người Hồi giáo ở miền Nam Việt Nam là Hồi giáo Chăm Islam, thuộc dòng Sunni, ít bị pha trộn với phong tục, tập quán, tín ngưỡng cũ và thường xuyên liên hệ với thế giới Hồi giáo Campuchia và Malaysia. Hồi giáo ở Mã Lai có ảnh hưởng lớn với cộng đồng người Chăm qua những bài khutba soạn bằng tiếng Mã Lai. Người Chăm cũng thường tìm sang Malaysia tu học giáo lý và tiếp nhận tư tưởng đạo Hồi qua sự diễn dịch của người Hồi Mã Lai .

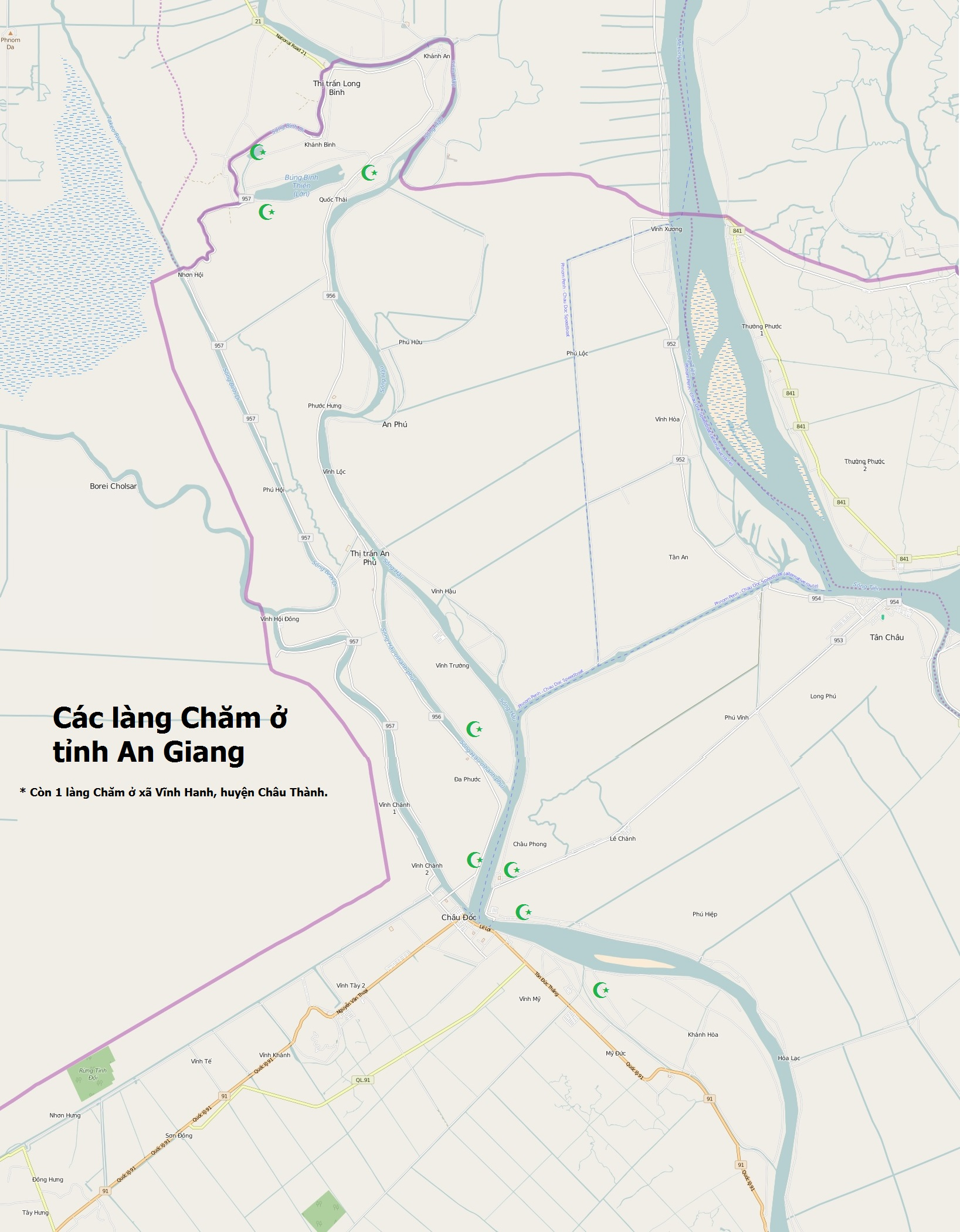
Các làng Chăm ở tỉnh An Giang (huyện An Phú, Châu Phú, Châu Thành, thị xã Tân Châu).

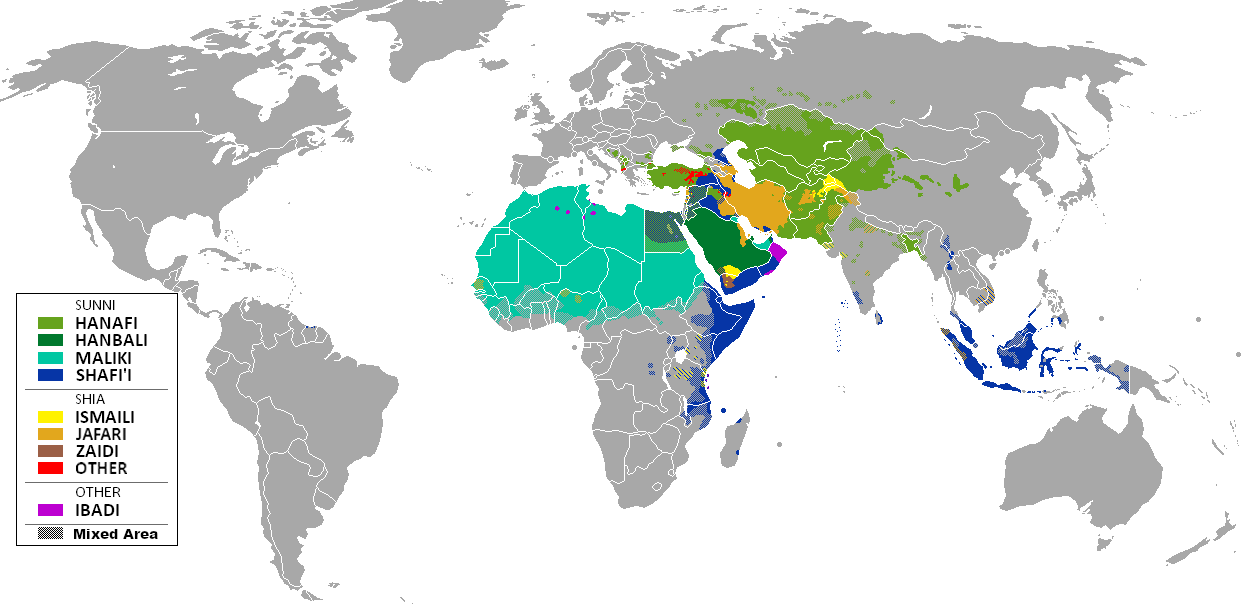
Bản đồ sự phân bố các hệ phái Hồi giáo. Phái Shafi'i màu xanh lam, phân bố ở quần đảo Mã Lai.

Bắt đầu từ thời Pháp thuộc, tại Nam Kỳ đã có tổ chức Saykhon Islam đại diện cộng đồng Hồi giáo cho người Chăm và Mã Lai.
Năm 1960, dưới thời Tổng thống Ngô Đình Diệm, cộng đồng người Chăm Hồi giáo lập ra "Hiệp hội Chăm Hồi giáo Việt Nam" có văn phòng đặt tại Sài Gòn, Việt Nam Cộng hoà với 1 Mufti lãnh đạo.
Năm 1966, có thêm tổ chức "Hội đồng giáo cả các Thánh đường Hồi giáo Việt Nam" đặt văn phòng tại Châu Đốc. Cả hai tổ chức này cùng tồn tại cho đến tận năm 1975.

## Đặc điểm
Về giáo lý: Tín đồ đạo Islam luôn giữ gìn nghiêm ngặt những quy định về giáo lý, giáo luật của Hồi giáo chính thống, thể hiện qua việc thực hành nghiêm túc 5 cốt đạo. Hàng năm họ có nhiều ngày lễ khác nhau như: kỷ niệm ngày sinh của Thiên sứ Mohammad, ngày Mohammad trở về thánh địa Mecca, thánh lễ ngày thứ 6 hàng tuần, lễ trong tháng chay Ramadan, lễ hành hương về thánh địa Mecca, lễ đón năm mới theo Hồi lịch
Cơ sở thánh đường: Thánh đường của người Chăm Islam có dáng dấp của các thánh đường Hồi giáo trên thế giới. Nó tôn trọng những quy định về kiến trúc cũng như cách bài trí bên trong. Có hai loại: thánh đường (Masjid) và tiểu thánh đường (Surau). Thánh đường xây theo hướng Đông - Tây để khi quỳ lạy tín đồ hướng về phía thánh địa Mecca. Bên trong có hậu tẩm là nơi chức sắc Imâm đứng hướng dẫn tín đồ làm lễ, có Minbar là nơi thầy Khotip giảng giáo lý. Bên góc thánh đường có tháp cao để chức sắc kêu gọi tín đồ đến hành lễ. Tiểu thánh đường còn gọi là nhà nguyện là nơi cầu nguyện và hội họp, hiện nay tại Việt Nam có 41 thánh đường, 19 tiểu thánh đường Islam, tập trung nhiều nhất ở An Giang
Đội ngũ chức sắc: gồm có các cấp
- Hakim (Giáo cả): người đứng đầu trong hàng chức sắc Islam, là người am hiểu nhiều về giáo lý, giáo luật, có phẩm chất tốt
- Naep (Phó Giáo cả): phụ tá cho Hakim, là người thay mặt Hakim giải quyết công việc khi Hakim vắng mặt
- Ahly: là người giúp việc cho Hakim về lĩnh vực xã hội
- Imâm: là người hướng dẫn tín đồ trong buổi lễ
- Khôtip: là người giao giảng giáo lý trong buổi lễ ngày thứ 6 hàng tuần
- Tuân (Tuol-hay còn gọi là alim): là thầy dạy giáo lý cho tín đồ.

Phần lớn chức sắc Islam có người thân ở nước ngoài, bản thân họ ít nhất một lần thực hiện nghĩa vụ thiêng liêng trong đời là hành hương viếng thánh địa Mecca và trở thành Haji / Hajah.
Những người theo đạo Islam ở Việt Nam hiện nay có khoảng 26.000 tín đồ và 288 chức sắc Islam